# Antoine Dénériaz
Antoine Dénériaz (ur. 6 marca 1976 w Bonneville) – francuski narciarz alpejczyk, mistrz olimpijski.

## Kariera
Po raz pierwszy na arenie międzynarodowej Antoine Dénériaz pojawił się w 1994 roku, podczas mistrzostw świata juniorów w Lake Placid. Zajął tam 31. miejsce w zjeździe i 45. miejsce w supergigancie. Na rozgrywanych rok później mistrzostwach świata juniorów w Voss jego najlepszym wynikiem było dziewiąte miejsce w biegu zjazdowym. W zawodach Pucharu Świata zadebiutował 15 grudnia 1996 roku w Val d’Isère, zajmując 34. miejsce w zjeździe. Pierwsze pucharowe punkty wywalczył 12 grudnia 1998 roku w tej samej miejscowości był czwarty w zjeździe. Na podium stanął jednak dopiero 21 grudnia 2002 roku w Val Gardena, gdzie wygrał w zjeździe. W kolejnych latach jeszcze pięciokrotnie stawał na podium, odnosząc przy tym dwa kolejne zwycięstwa w zjeździe: 12 marca 2003 roku w Lillehammer i 20 grudnia 2003 roku w Val Gardena. W klasyfikacji generalnej Pucharu Świata najwyżej uplasował się w sezonie 2003/2004, kiedy zdobył 370 punktów i zajął 20. miejsce. W tym samym sezonie był też siódmy w klasyfikacji zjazdu, a w sezonie 2002/2003 w klasyfikacji zjazdu zajął szóste miejsce.
W 1999 roku wystąpił na mistrzostwach świata w Vail, gdzie w swojej koronnej konkurencji zajął 21. miejsce. Nie znalazł się w kadrze Francji na rozgrywane dwa lata później mistrzostwa świata w Sankt Anton, wziął jednak udział w igrzyskach olimpijskich w Salt Lake City w 2002 roku. Francuz był tam dwunasty w zjeździe, a rywalizację w kombinacji alpejskiej ukończył na 21. pozycji. Bez medalu wrócił również z mistrzostw świata w Sankt Moritz, gdzie w zjeździe był ósmy, ex aequo z Austriakiem Hermannem Maierem. Na początku stycznia 2005 roku, podczas zawodów Pucharu Świata w Chamonix Dénériaz wypadł z trasy i zerwał więzadło krzyżowe przednie w lewym kolanie. Kontuzja ta wykluczyła go ze startu na rozgrywanych w lutym tego roku mistrzostwach świata w Bormio. Zdołał jednak wrócić do pełni sił i wystartować na igrzyskach olimpijskich w Turynie w 2006 roku, gdzie zdobył złoty medal w zjeździe. W zawodach tych wyprzedził bezpośrednio Michaela Walchhofera z Austrii i Bruno Kernena ze Szwajcarii. Na tych samych igrzyskach był też jedenasty w supergigancie. Brał także udział w mistrzostwach świata w Åre w 2007 roku, zajmując 33. miejsce w zjeździe i 29. miejsce w supergigancie. W 2007 roku zakończył karierę.
Jego żoną jest reprezentantka Nowej Zelandii w narciarstwie alpejskim, Claudia Riegler.

## Osiągnięcia

### Igrzyska olimpijskie
| Miejsce | Dzień     | Rok  | Miejscowość    | Konkurencja | Czas biegu  | Strata   | Zwycięzca           |
| ------- | --------- | ---- | -------------- | ----------- | ----------- | -------- | ------------------- |
| 12.     | 10 lutego | 2002 | Salt Lake City | Zjazd       | 1:39,13 min | +1,61 s  | Fritz Strobl        |
| 21.     | 13 lutego | 2002 | Salt Lake City | Kombinacja  | 3:17,56 min | +14,41 s | Kjetil André Aamodt |
| 1.      | 12 lutego | 2006 | Turyn          | Zjazd       | 1:48,80 min | –        | –                   |
| 11.     | 18 lutego | 2006 | Turyn          | Supergigant | 1:30,65 min | +0,84 s  | Kjetil André Aamodt |

### Mistrzostwa świata
| Miejsce | Dzień     | Rok  | Miejscowość  | Konkurencja | Czas biegu  | Strata  | Zwycięzca          |
| ------- | --------- | ---- | ------------ | ----------- | ----------- | ------- | ------------------ |
| 21.     | 6 lutego  | 1999 | Vail         | Zjazd       | 1:40,60 min | +4,27 s | Hermann Maier      |
| 8.      | 8 lutego  | 2003 | Sankt Moritz | Zjazd       | 1:43,54 min | +1,22 s | Michael Walchhofer |
| 29.     | 14 lutego | 2007 | Åre          | Supergigant | 1:14,30 min | +1,54 s | Patrick Staudacher |
| 33.     | 11 lutego | 2007 | Åre          | Zjazd       | 1:44,68 min | +3,14 s | Aksel Lund Svindal |

### Mistrzostwa świata juniorów
| Miejsce | Dzień    | Rok  | Miejscowość | Konkurencja | Czas biegu  | Strata  | Zwycięzca          |
| ------- | -------- | ---- | ----------- | ----------- | ----------- | ------- | ------------------ |
| 31.     | 7 marca  | 1994 | Lake Placid | Zjazd       | 1:38,07 min | +4,04 s | Kevin Wert         |
| 45.     | 11 marca | 1994 | Lake Placid | Supergigant | 1:24,40 min | +5,14 s | Benjamin Melquiond |
| 9.      | 16 marca | 1995 | Voss        | Zjazd       | 1:41,19 min | +1,62 s | Kurt Sulzenbacher  |

### Puchar Świata

#### Miejsca w klasyfikacji generalnej
- sezon 1998/1999: 45.
- sezon 1999/2000: 71.
- sezon 2000/2001: 109.
- sezon 2001/2002: 41.
- sezon 2002/2003: 25.
- sezon 2003/2004: 20.
- sezon 2004/2005: 40.
- sezon 2005/2006: 45.
- sezon 2006/2007: 71.

#### Zwycięstwa w zawodach
1. Val Ghërdina – 21 grudnia 2002 (zjazd)
2. Kvitfjell – 12 marca 2003 (zjazd)
3. Val Ghërdina – 20 grudnia 2003 (zjazd)

#### Pozostałe miejsca na podium
1. Lake Louise – 29 listopada 2003 (zjazd) – 3. miejsce
2. Kvitfjell – 6 marca 2004 (zjazd) – 3. miejsce
3. Lake Louise – 27 listopada 2004 (zjazd) – 2. miejsce